# Joni (futbolista)
Joni (Luanda, África Occidental Portuguesa, 25 de marzo de 1970) es un exfutbolista y entrenador de fútbol de Angola que jugaba en la posición de centrocampista. Actualmente es el entrenador del Sporting Clube de Benguela de la Girabola.

## Carrera

### Club
| Periodo   | Club                  |
| --------- | --------------------- |
| 1988-1992 | GD Oliveira de Frades |
| 1992–1993 | CD Tondela            |
| 1993–1997 | SC Salgueiros         |
| 1997–1998 | Académico de Viseu FC |
| 1998–1999 | União de Montemor     |
| 1999–2002 | ASA                   |
| 2002      | SC Olhanense          |
| 2002–2003 | Al-Ahli Doha          |
| 2003      | GD Sagrada Esperança  |
| 2004      | Benfica               |
| 2005      | 1° de Maio            |
| 2006      | Petro de Luanda       |

### Selección nacional
Debutó con Angola el 13 de noviembre de 1994 en el empate 1-1 ante Malí en Bamako por la clasificación para la Copa Africana de Naciones de 1996. Sus primeros dos goles con la selección nacional los anotó el 30 de julio de 1995 en la victoria por 4-0 ante Botsuana en Luanda por la clasificación para la Copa Africana de Naciones de 1996. Su último partido internacional lo jugó el 29 de julio de 2001 en el empate 1-1 ante Togo en Luanda por la clasificación de CAF para la Copa Mundial de Fútbol de 2002. Jugó 45 partidos internacionales y anotó cinco goles, y participó en la Copa Africana de Naciones 1996.
| No | Fecha     | Sede                                        | Rival       | Marcador | Resultado | Torneo                                                  |
| -- | --------- | ------------------------------------------- | ----------- | -------- | --------- | ------------------------------------------------------- |
| 1. | 30-7-1995 | Estádio da Cidadela, Luanda, Angola         | Botsuana    | 1–0      | 4–0       | Clasificación para la Copa Africana de Naciones de 1996 |
| 2. | 30-7-1995 | Estádio da Cidadela, Luanda, Angola         | Botsuana    | 2–0      | 4–0       | Clasificación para la Copa Africana de Naciones de 1996 |
| 3. | 24-1-1996 | Kings Park Stadium, Durban, Sudáfrica       | Camerún     | 1–1      | 3–3       | Copa Africana de Naciones 1996                          |
| 4. | 23-4-2000 | Estádio da Cidadela, Luanda, Angola         | Suazilandia | 2–0      | 7–1       | Clasificación para la Copa Mundial de Fútbol de 2002    |
| 5. | 1-6-2001  | Estadio 19 de Mayo de 1956, Annaba, Argelia | Argelia     | 2–2      | 2–3       | Clasificación para la Copa Africana de Naciones de 2002 |

### Entrenador
| Periodo | Club                       |
| ------- | -------------------------- |
| 2021-   | Sporting Clube de Benguela |

## Logros
- Copa COSAFA (2): 1999, 2001